# Uppsala VBS
Uppsala VBS är ett volleybollsällskap i Uppsala. Uppsala VBS utövar dels "vanlig" inomhusvolleyboll, men även beachvolleyboll och volley 2000.
Klubben blev svenska mästare i volleyboll för damer 1993 och för herrar 1994.
Bland kända spelare kan nämnas Per Köhler och Katrin Vink, båda ankare i respektive landslag.

### Fotnoter
1. ↑  ”Folkrörelsearkivet för Uppsala län”. Folkrörelsearkivet för Uppsala län. Arkiverad från originalet den 2 januari 2014. https://web.archive.org/web/20140102104316/http://www.fauppsala.se/detalj.php?kategori=%25&kommun=%25&organisation=i&socken=%25&lopnr=1023. Läst 18 april 2013.